# Đặng Xuân Huy
Đặng Xuân Huy (sinh ngày 12 tháng 3 năm 1979) là một chính trị gia người Việt Nam. Ông từng là đại biểu Quốc hội Việt Nam khóa 13 nhiệm kì 2011-2016, thuộc đoàn đại biểu Quốc hội tỉnh Đồng Tháp. Ông lần đầu trúng cử đại biểu Quốc hội năm 2011 ở đơn vị bầu cử số 1, tỉnh Đồng Tháp gồm có Huyện Tân Hồng, huyện Hồng Ngự, huyện Tam Nông và thị xã Hồng Ngự.

## Xuất thân
Đặng Xuân Huy quê quán ở Thị trấn Tràm Chim, huyện Tam Nông, Đồng Tháp, người dân tộc Kinh, không theo tôn giáo nào.
Ông hiện cư trú ở.

## Giáo dục
- Thạc sỹ quản trị kinh doanh

## Sự nghiệp
Ông từng là đại biểu hội đồng nhân dân tỉnh Đồng Tháp khóa VIII (2011-2016).
Tháng 5 năm 2011, ông đã trúng cử đại biểu Quốc hội Việt Nam khóa 13 nhiệm kì 2011-2016 ở đơn vị bầu cử số 1, tỉnh Đồng Tháp gồm có Huyện Tân Hồng, huyện Hồng Ngự, huyện Tam Nông và thị xã Hồng Ngự với tỉ lệ 61,19% số phiếu hợp lệ.
Từ 2011-2016 ông là Ủy viên Trung ương Hội doanh nhân trẻ Việt Nam, Chủ tịch Hội doanh nghiệp trẻ tỉnh Đồng Tháp, Chủ tịch hội đồng thành viên công ty vàng bạc đá quý Kim Long Đồng Tháp, Phó Tổng Giám đốc ngân hàng TMCP Việt Á, làm việc ở Hội doanh nghiệp trẻ tỉnh Đồng Tháp, Số 107 Nguyễn Đình Chiểu, phường 2, thành phố Cao Lãnh, tỉnh Đồng Tháp.
Ông hiện là.
Ông đang làm việc ở.